# Oxybelis wilsoni
Espèce
Statut de conservation UICN

 EN B1ab(iii) : En danger
Oxybelis wilsoni est une espèce de serpents de la famille des Colubridae.

## Répartition
Cette espèce est endémique de l'île Roatán dans le département des Islas de la Bahía au Honduras.

## Étymologie
Cette espèce est nommée en l'honneur de Larry David Wilson,.

## Publication originale
- Villa & Mccranie, 1995 : Oxybeltis wilsoni, a new species of vine from Isla de Roatan, Honduras (Serpentes: Colubridae). Revista de biología tropical, vol. 43, no 1/3, p. 297-305.